# Пенья, Алексис
Алексис Франсиско Пенья Лопес (исп. Alexis Francisco Peña López; род. 13 января 1996, Кульякан) — мексиканский футболист, защитник клуба «Некакса» и сборной Мексики.

## Клубная карьера
Пенья — воспитанник клуба «Пачука». 20 августа 2015 года в поединке Кубке Мексики против «Венадос» игрок дебютировал за основной состав. 30 октября 2016 года в матче против «Атласа» он дебютировал в мексиканской Примере. В 2018 году в поединке против «Толуки» Алексис забил свой первый гол за «Пачуку». В начале 2019 года Пенья перешёл в «Некаксу». 13 января в матче против УНАМ Пумас он дебютировал за новую команду.
В 2020 году Пенья перешёл в «Гвадалахару». 22 января в матче Кубка Мексики против «Дорадос де Синалоа» он дебютировал за новую команду. Летом того же года Пенья был отдан в аренду в «Крус Асуль». 2 августа в матче против «Сантос Лагуна» он дебютировал за новый клуб. По итогам сезона Алексис помог клубу выиграть чемпионат.
В начале 2022 года Пенья на правах аренды вернулся в «Некаксу». 7 сентября в матче против «Сантос Лагуна» Алексис забил свой первый гол за клуб. По окончании аренды «Некакса» выкупила трансфер игрока.

## Международная карьера
17 декабря 2023 года в товарищеском матче против сборной Колумбии Пенья дебютировал за сборную Мексики.

## Достижения
Клбуные
 «Крус Асуль»
- Победитель мексиканской Примеры — Гуардианес 2021